# 쌍칼
《쌍칼》은 2019년에 개봉된 대한민국의 액션 영화이다.

## 등장인물
- 진원
- 심지원
- 민진홍
- 이도윤
- 박지수
- 이규호
- 한재혁 : 타다미치 역
- 이종우
- 라경덕 (특별 출연)